# Cerámica islámica

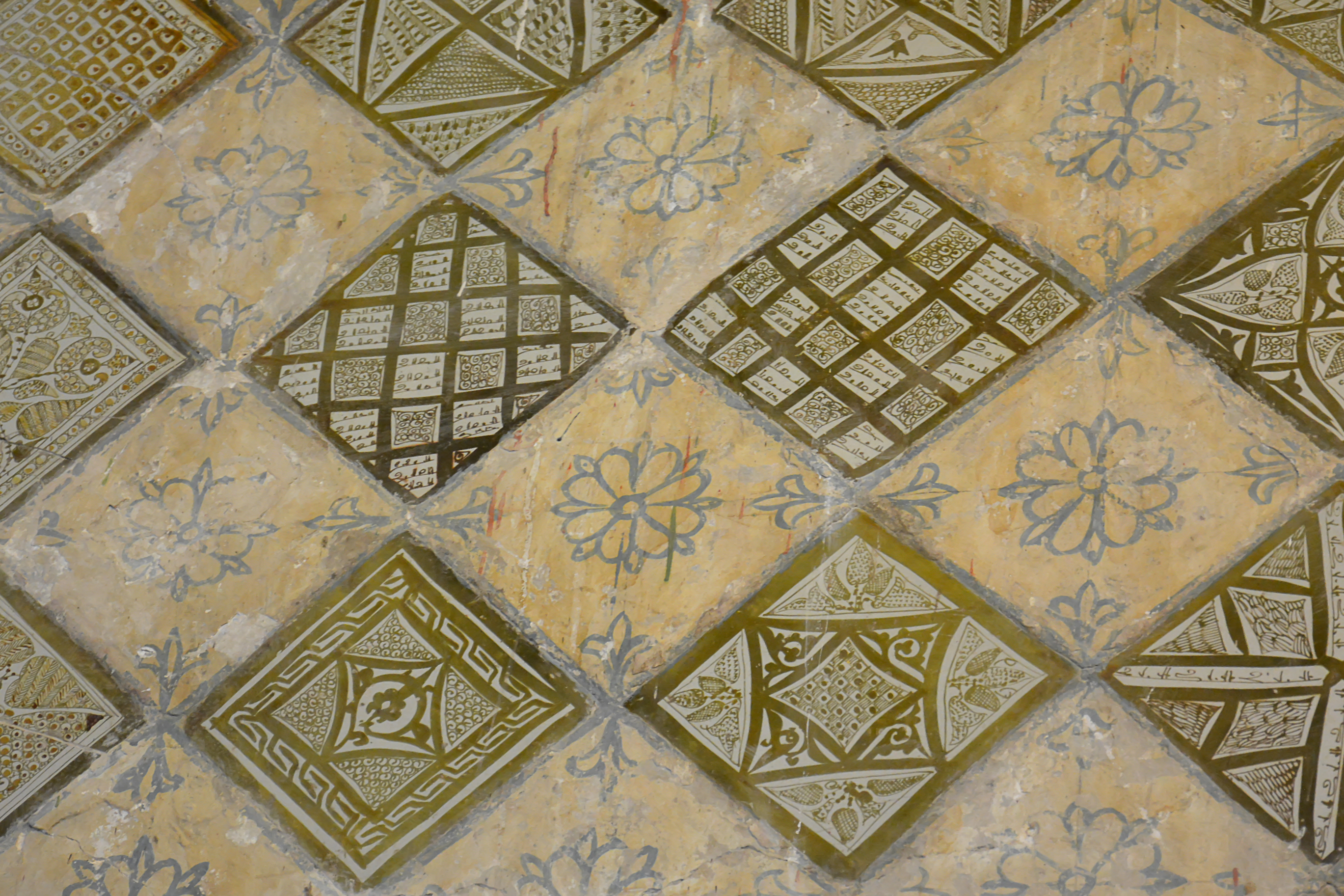
Baldosas de cerámica lustrada que datan del 862. Baldosa fabricada en Mesopotamia en la época Abasí. Decorado con follajes y hachurado, forma parte de un conjunto de baldosas de cerámica con reflejos metálicos que adornan la parte superior del mihrab de la Gran Mezquita de Kairuán, en Túnez.

La cerámica, considerada como un arte decorativo en Europa, es uno de los medios de comunicación artísticos más utilizados en el arte islámico en todas las épocas y regiones.
Los musulmanes han contribuido enormemente al desarrollo de este arte en varios aspectos: principalmente en la comercialización y coloración, utilizando químicos que se conocían durante el período intermedio de la creación de la civilización islámica, es uno de los descubrimientos más singulares de su época y para los periodos posteriores.

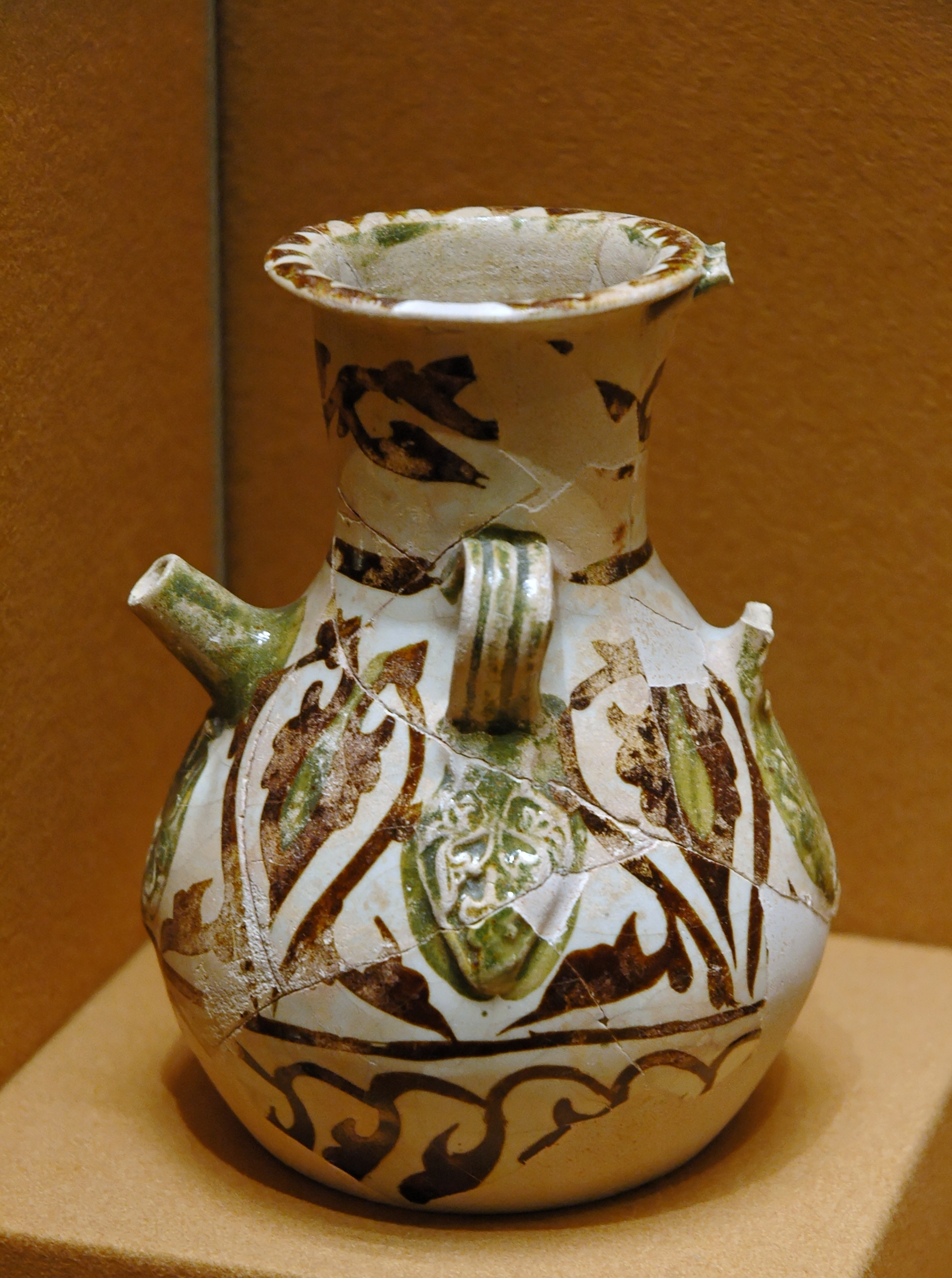
Antigua jarra de cerámica del período islámico con decoración en palmeta, encontrada en la ciudad de Susa, provincia de Ahwaz. Esta cerámica inusual, demuestra que los ceramistas iraníes conocían la cerámica de Changshá.

## Conocimiento y estatus de la cerámica en el mundo islámico
La cerámica islámica es muy conocida, aunque es un área compleja, la cual cambia constantemente. La cerámica pertenece a las « artes del fuego », y se divide en dos grandes familias : la formación de piezas (platos, vajillas...) y baldosas de revestimientos cerámicos. Estas dos, están intrínsecamente ligadas, por las técnicas, los artistas, los motivos, etc.

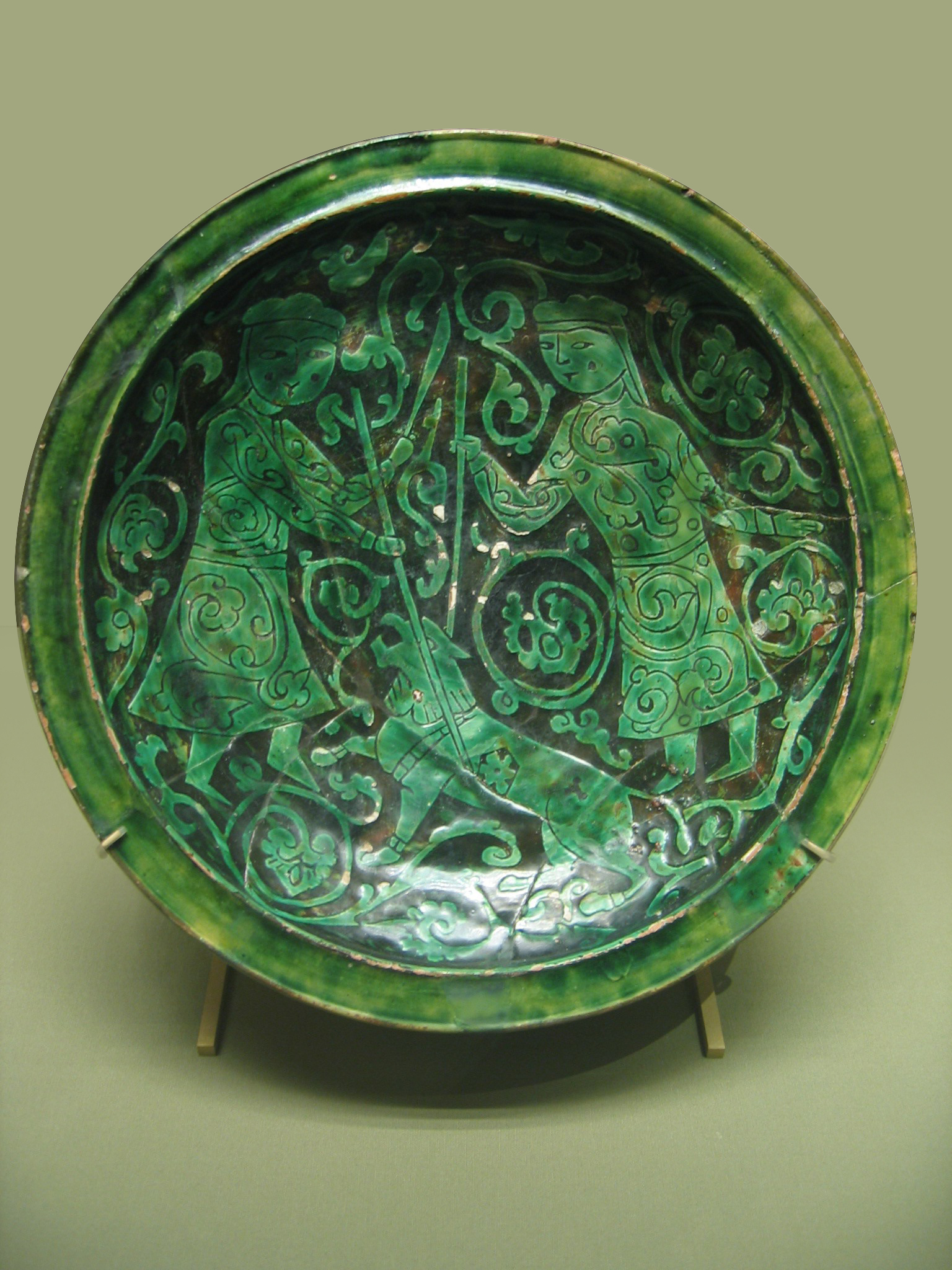
Copa de los cazadores, del Noroeste de Irán,, Museo del Louvre

Múltiples fuentes son utilizadas para el estudio de la cerámica islámica:
- Estudios científicos de materiales;
- Análisis de laboratorio destinados a recrear las piezas;
- los textos y tratados son escasos; en la mayoría de los casos, las informaciones son dispersos, anecdotarios, inclusive en obras que abordan otros temas, pero en cualquier caso, el asunto es mayormente abordado, sobre todo en:[2]
  - Tratado de mineralogía de al-Biruni, acabado en 1035, menciona fórmulas para fabricar esmalte, pero sin precisar si son utilizadas en la cerámica,
  - El libro de las joyas"livre des joyaux", anónimo, redactado en 1196 en Jorasán, describe la técnica de lustrado metálico,
  - el tratado redactado en 1301 por un alfarero iraní de nombre Abul Qasim al-Kashanî, que describe numerosas fórmulas,[3]
  - finalmente, el tratado más tardío del alfarero Qajar 'Ali Muhammad Isfhani (1888).[4]

El estatus de la cerámica en las mentalidades del mundo islámico es bastante difícil de establecer, si tenemos en cuenta que las piezas son de calidad muy variable, desde la vajilla más común hasta los objetos reservados a una élite en especial. Los productos Los más caros y delicados obviamente tienen un papel de lujo, destinados a la corte, y no son necesariamente utilitarios.
La cerámica es un arte de taller, es por eso que los nombres de los alfareros en su mayoría son desconocidos, a las piezas no se les firma. Por otro lado, se conocen varias marcas de taller. Los lugares de producción también a menudo son desconocidos, especialmente porque las cerámicas son frecuentemente exportadas, a veces de largas distancias, como productos valiosos o como recipientes. Solo se puede estar seguro del lugar de producción a través de fuentes escritas confiables o (especialmente) por la arqueología, cuando los hornos, fallas de cocción, los elementos de fabricación, etc.

## Fabricación[5]

### Materiales

#### La masa
Hay dos tipos principales de masa: masa de arcilla y masa silícea.
- La masa de arcilla consiste principalmente en arcilla con un desengrasante (arena, lima, arcilla-chamota triturada, o incluso paja para cerámicas muy comunes) cuya función es prevenir que la arcilla se adhiera a los dedos y altere el modelado.[6] La pasta de arcilla es una masa que a menudo es fácil de trabajar, su color y finura varían mucho. Es la única masa utilizada en la cerámica de los siglos XII-XIII, y se siguió usando más tarde para cerámicas comunes o botijería. La masa de arcilla puede ser blanca y fina, como en el caso de las cerámicas de "egg-shell-cáscara de huevo" del Sitio de Susa[7] en Irán.
- La masa silicea por el contrario contiene al menos 80 % de sílice, el 20 % restante se compone de arcilla y de desengrasante. Es una masa muy blanca, fina y dura, es extremadamente difícil de trabajar. Permite a veces imitar la Porcelana china.

Durante los siglos X y XI, se produjeron objetos de masa arcilla-silícea, durante pruebas para obtener masa silícea. Algunas porcelanas están presentes desde el siglo XIX en Irán y Turquía.

#### Engobe
El engobe es una arcilla diluida, posiblemente mezclada con un óxido colorante, de diferentes colores (blanco, negro, rojo, verde, amarillo). Permite ocultar las imperfecciones del objeto o el color de la masa o hacer decoraciones (por ejemplo, en las cerámica a de engobe bajo esmalte, al este de Irán en el siglo X). En general, los engobes forman una capa intermedia entre la masa y el esmalte. El engobe, generalmente arcilloso, puede a veces ser siliceo (como en el caso de las productos otomanos de Iznik).

#### El esmaltado (Cerámica vidriada)
El esmaltado es una capa brillante colocada sobre la masa o engobe antes de la cocción, el cual impermeabiliza al objeto y ayuda en su decoración. Puede ser pincelado o aplicado mediante vertido o inmersión. Su composición es parecida al vidrio; Existen dos tipos principales de esmaltado según la base utilizada: el esmaltado en plomo (base: Óxido de plomo) y el esmaltado alcalino (base: soda). Para opacificarlo, a menudo se agrega óxido de estaño (color blanco) o, a veces, óxido de antimonio (color amarillo). Los óxidos metálicos que se pueden utilizar como colorantes son:
- el cobalto para el azul;
- el manganeso para el negro y el marrón;
- el hierro para el rojo;
- el plomo para el blanco;
- el cobre para el verde y el turquesa;
- el antimonio para el amarillo.

### Fabricación

#### Formación de piezas
La formación de la pieza se puede hacer de tres maneras:
- por modelando,
- en rueda de alfarero
- o en molde.

La combinación de estas técnicas es común: en consecuencia, los objetos son a menudo moldeados en varias partes, a los que se les añaden elementos torneados. (pies, por ejemplo) y modelados (asas, etc.). El montaje de estos elementos se realiza gracias a la técnica de barbotinado, en la que se diluye la arcilla hasta que se vuelve líquida.

#### Técnicas de decoración
Hay muchas técnicas de decoración, que se utilizan en el proceso:
- Con relieves (estampado, moldeado, champlevé, piezas montables),
- Con color (engobes y esmaltes coloreados, óxidos metálicos, mosaico cerámico...). Las artes islámicas han desarrollado una paleta muy variada de técnicas de color, los motivos pueden hacerse con esmaltes coloreados, o pueden ser pintados en la parte superior (Fayenza: tipo de loza fina conseguida con una mezcla arcillo-silícea), haft rang(هفت رنگ )[10][11] o debajo del esmalte.

Haft rang(هفت رنگ)
Durante el período safávida, los adornos de los mosaico a menudo fueron reemplazados por la técnica haft rang (siete colores). Las obras se pintaban en azulejos planos rectangulares, esmaltados y cocidos después. Además de las razones económicas, el método de los siete colores dio más libertad a los artistas y consumió menos tiempo. Fue popular hasta el período Kayar, cuando la paleta de colores se extendió al amarillo y el naranja. Los siete colores de la técnica Haft Rang eran generalmente negro, blanco, ultramarino, turquesa, rojo, amarillo y beige.

##### Juegos sobre los relieves.

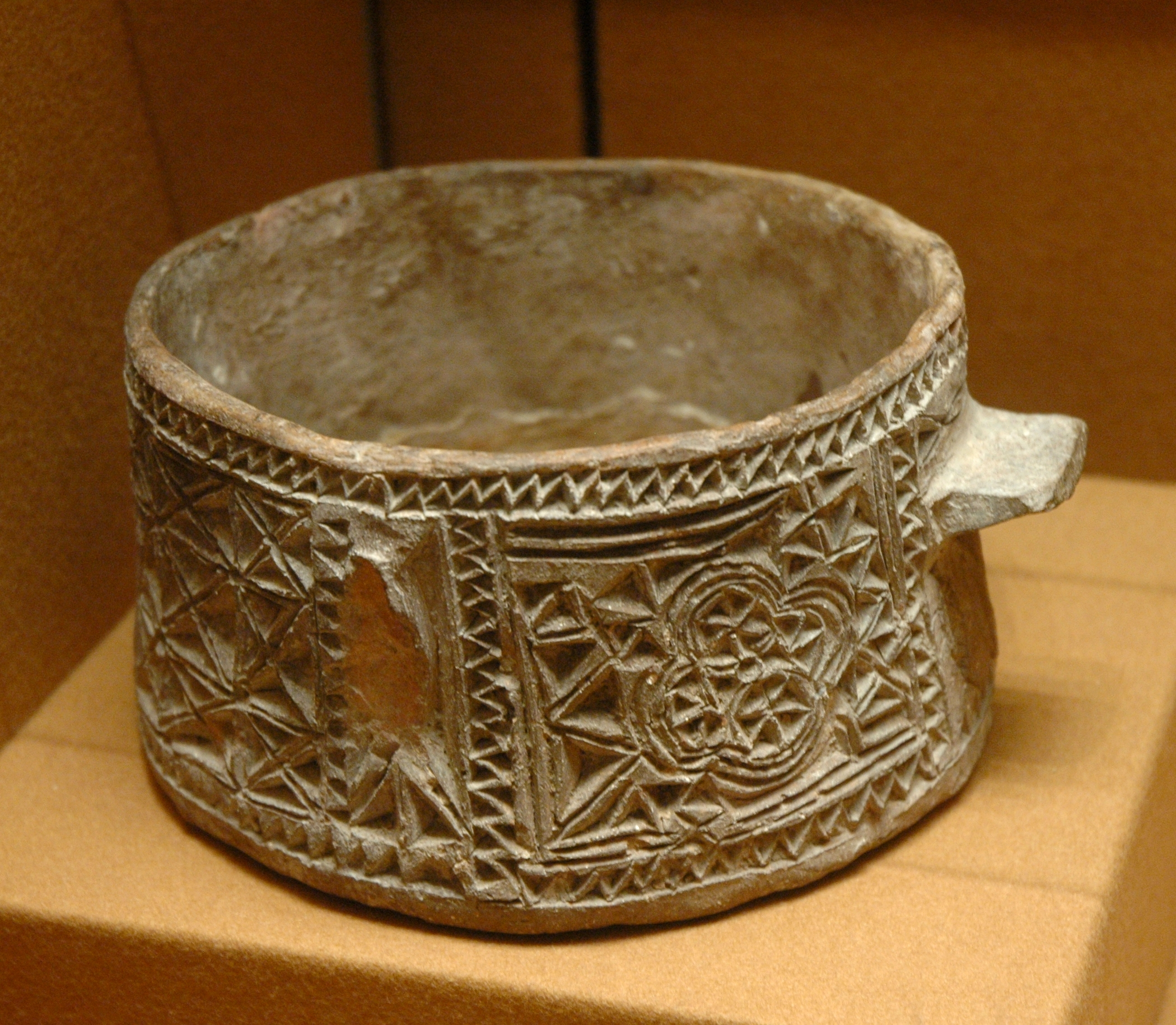
"Olla para cocinar" Siria,, cerámica sin esmaltar, decoración en champlevé, París, Museo del Louvre (MAO 279)

La cerámica sin esmaltar es la más común en los sitios arqueológicos, en todos los períodos. Su decoración es a menudo tosca (líneas incisas, aplicación del pulgar o cuerdas), pero a veces puede ser muy sofisticada, pues se obtiene mediante moldeo, estampado (repetición del mismo patrón), por escisión o mediante la aplicación de motivos en barbotina
Estos juegos de relieve (incisión, moldeado, champlevé, escisión) también existen en cerámicas cubiertas con esmalte, monocromas o policromados (Splashware :un tipo de cerámica "salpicado" con esmaltes policromados).

##### Pintado sobre esmalte
La fayenza en el mundo islámico no es equivalente a la fayenza europea. Inventada en el siglo IX, en la Irak Abbasida, es una cerámica de masa de arcilla, cubierta con un esmalte opaco (generalmente con óxido de estaño), donde la decoración está pintada con óxidos metálicos sobre el esmalte. El primer color utilizado es azul cobalto, pero existen otros colores como el verde cobre, el marrón de manganeso o el amarillo de antimonio.
La decoración Haft rang(هفت رنگ), post-selyúcida y la lajvardina mongol(persa; Lājvard لاجورد "lapislázuli","azur", que se refiere al esmalte azul utilizado), igualmente sobre el esmalte, introducen una innovación: la multiplicación de los hornos (al menos dos), todos comburentes, pero a temperaturas cada vez más bajas (la llamada técnica de fuego pequeño), permitiendo cocer colores menos estables, obteniendo así una paleta más amplia, (rojo, blanco, negro, dorado, verde, marrón, azul, púrpura).

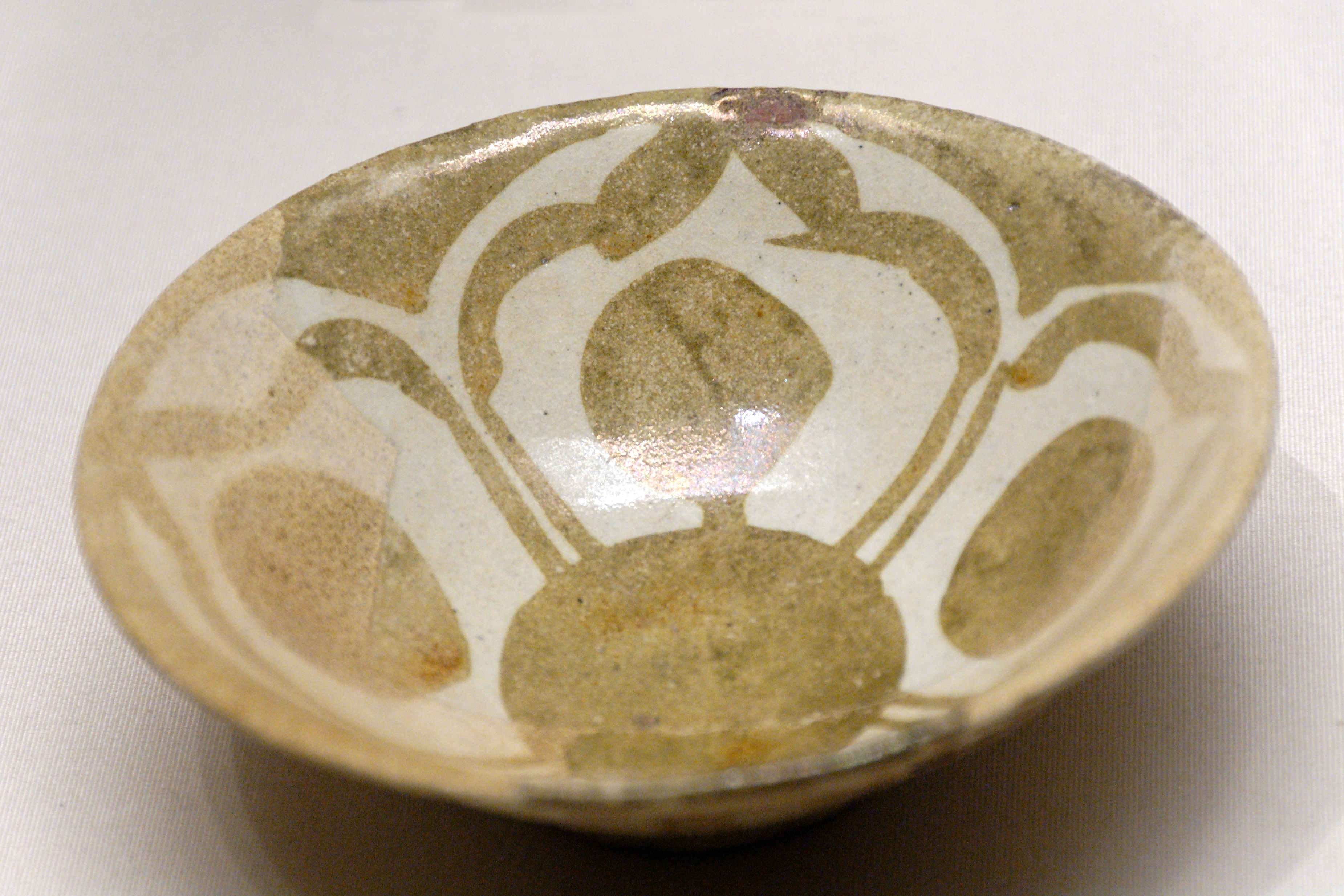
Copa con lustrado metálico, Irán(Susa),, Louvre

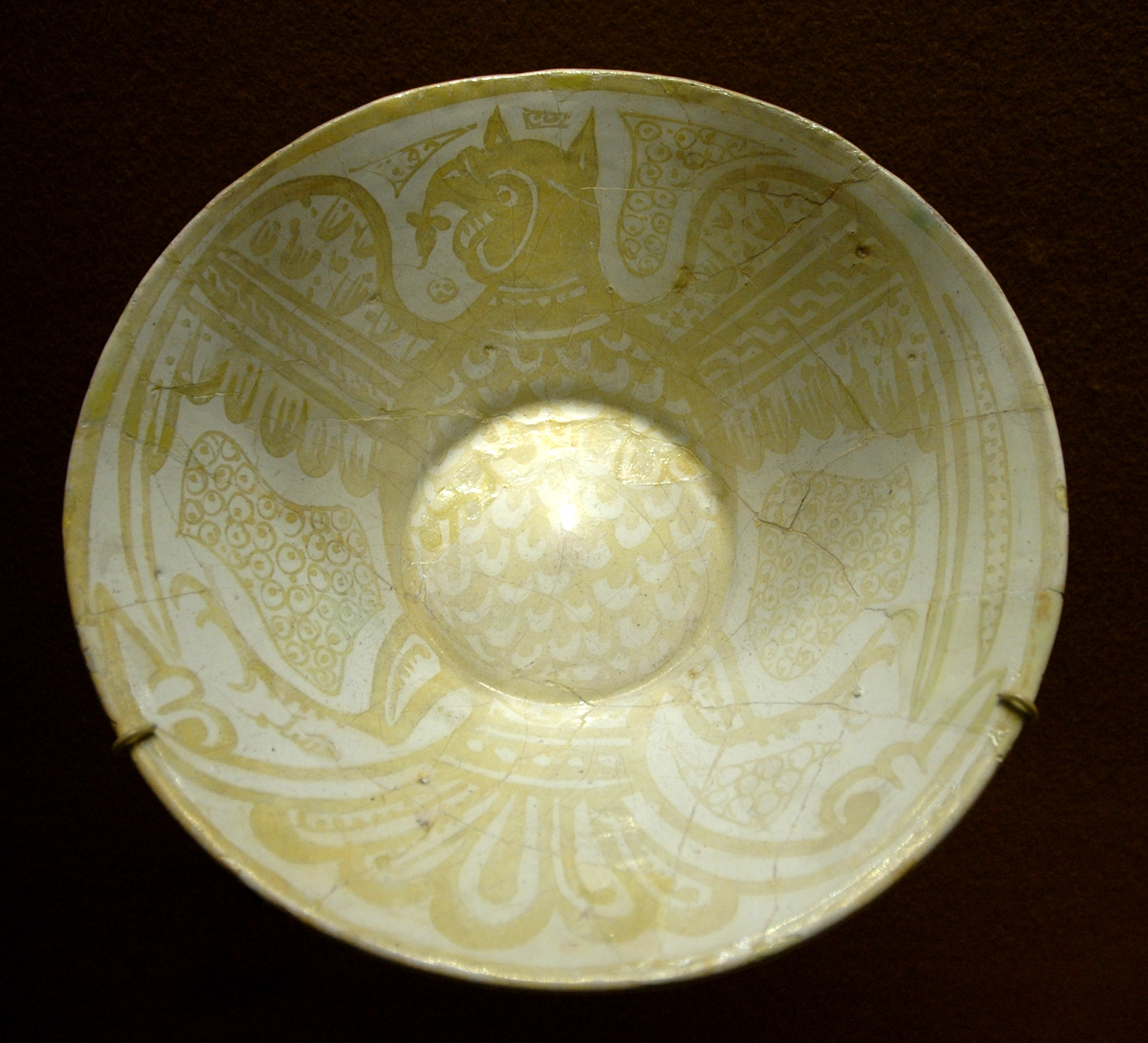
Copa del águila firmado por el musulmán ibn Dahhan. Cerámica silíceo-arcillosa, decoración brillante sobre esmalte opacificado. Egipto, finales del, inicios del. Museo Metropolitano de Arte (MET 63.178.1)

El lustrado metálico es una de las técnicas específicas de la cerámica islámica, que solo se adoptará en Europa en el siglo XIV. Inventado probablemente en Irak en el siglo IX, esta fayenza en particular, está hecho de dos cocciones, la una carburante (900-1000 °C), la otra, menos caliente (600-700 °C) y reductiva; Los óxidos metálicos depositados(plata y/o cobre) permiten crear patrones con reflejos metálicos, que dan nombre a la técnica.

##### Pintado bajo esmalte
Las técnicas de pintado bajo esmalte existen desde antes del siglo XII, en color negro, pero en su mayoría se desarrollaron en el siglo XII y luego, gracias a la mejora de las técnicas de cocción (gran fuego), que permitieron el uso de nuevos colores (azul cobalto, rojo hierro). Los alfareros de Iznik, llevaron esta técnica a su máxima expresión en el siglo XVI.

##### Decoraciones de esmaltes de colores.

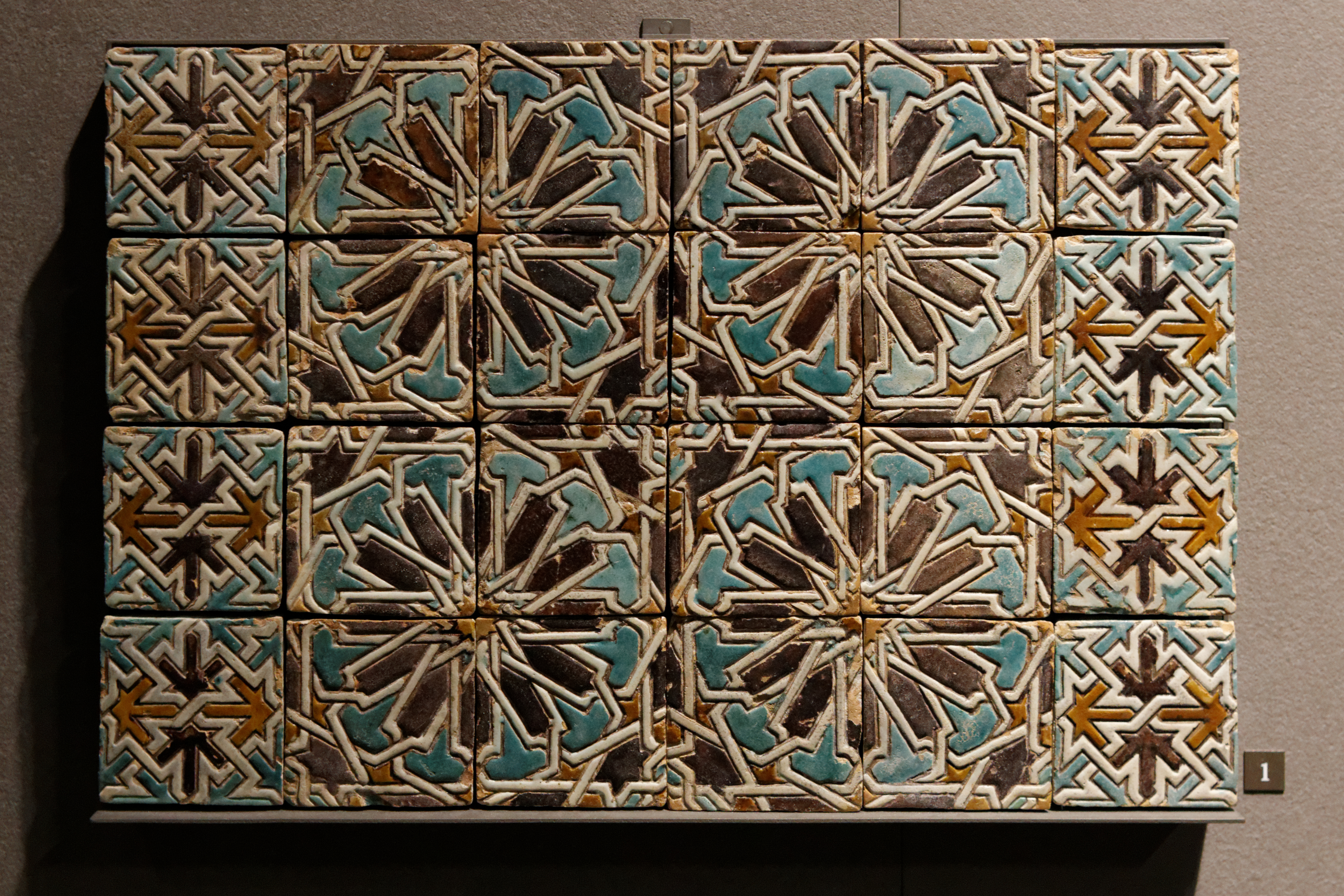
Azulejos de pared con decoración de cuerda seca.

La yuxtaposición de varios esmaltes de colores, separados por una línea negra de manganeso, se llama cuerda seca; Es una técnica ampliamente utilizada en España e Irán desde el período safavida. Esta también se utilizó en decoraciones de escorrentía de esmalte, o aquellas delimitadas por incisiones (corte de liebre (OA 7478), Museo del Louvre, grupo de cerámica llamada lakabi).

#### Cocción
La cocción es un momento delicado en la fabricación de la cerámica, que determina el éxito de la pieza. Se lleva a cabo en hornos cuyo tipo varía mucho dependiendo de la región. La temperatura, el número y el tipo de cocción (comburente, reductora) están determinados por las técnicas utilizadas (masa, decoración). Las piezas se pueden instalar en palos para hornear, o apilarlas en el horno, separadas con mayor frecuencia por atifles de arcilla. Estos elementos en forma de estrellas con tres ramas evitan que las piezas se toquen entre sí y los esmaltes, al fluir, no se peguen entre ellos.

## Enfoque cronológico

### SigloVIII

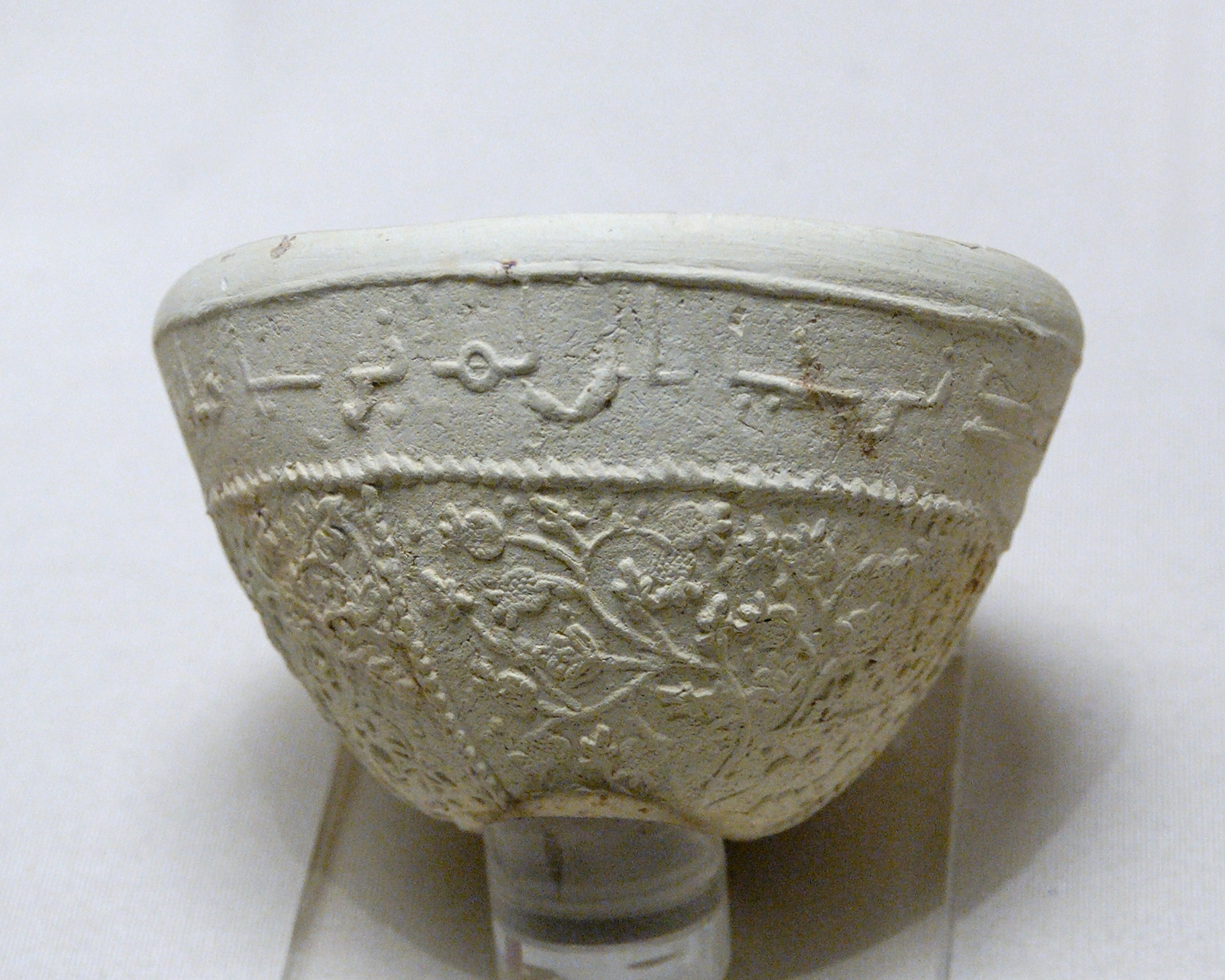
Cuenco decorado con vides y granadas, con una inscripción en escritura árabe, cerámica arcillosa con decoración moldeada, siglos -, Susa, Museo del Louvre (MAO S. 376)

Solo las masas arcillosas eran por los Omeyas, quienes continuaron empleando las técnicas, decoraciones y formas ya desarrolladas en períodos anteriores por los partos, sasánidas y bizantinos. Esto causa numeroso problemas de datación, como lo prueba el caso de las cerámicas no vidriadas encontradas en Susa (Irán), que a menudo es imposible fechar con precisión. El ejemplo de Susa muestra objetos de varias formas (jarras, cuencos, frascos, lámparas...), en su mayoría no esmaltadas, y de varias cualidades. Algunas masas, finas y homogéneas, permiten producciones notables, como la «egg-shell » (cáscara de huevo), en la cual, el representante más importante es un tazón pequeño del Louvre. Su decoración de vides recuerda a la antigüedad mediterránea; en otros objetos, se puede encontrar más elementos sassanidas, como los pares de alas.
El uso de esmaltes ya se conocía por los Sassanidas. Por lo tanto, algunos objetos Omeyas podrían estar cubiertos de azul, verde o amarillo, como el gran frasco descubierto en Basora, Irak, moldeado en esmalte verde, los extremos de las manijas son amarillo mostaza.

### SiglosIXyX: el mundoAbasí

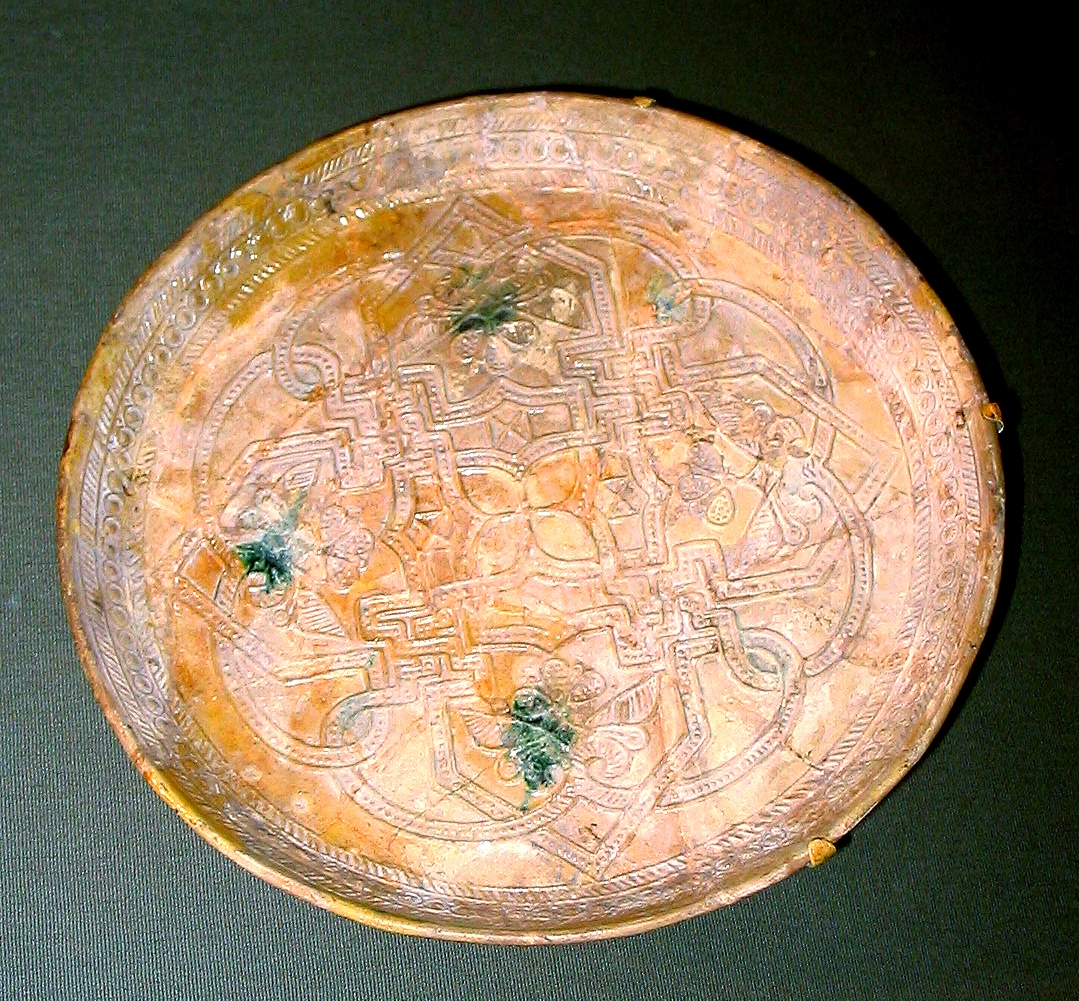
Plato decorado, moldeado bajo esmalte, Irak,, Freer Gallery, Washington

Mientras que las cerámicas sin esmaltar y moldeadas bajo esmalte todavía eran muy populares al principio del período Abasí, las producciones de moldeadas bajo esmalte a menudo parecen adoptar patrones metálicos. El siglo IX estuvo marcado por dos invenciones mayores y duraderas: la Fayenza y el lustrado metálico. Los centros de producción, según el historiador al-Ya'qubi del siglo IX, existían en Irak en Kufa, Basora y Samarra. Se estima que en Bagdad y Susa, también pudo haber alfareros protegidos.

#### Las primeras Fayenzas

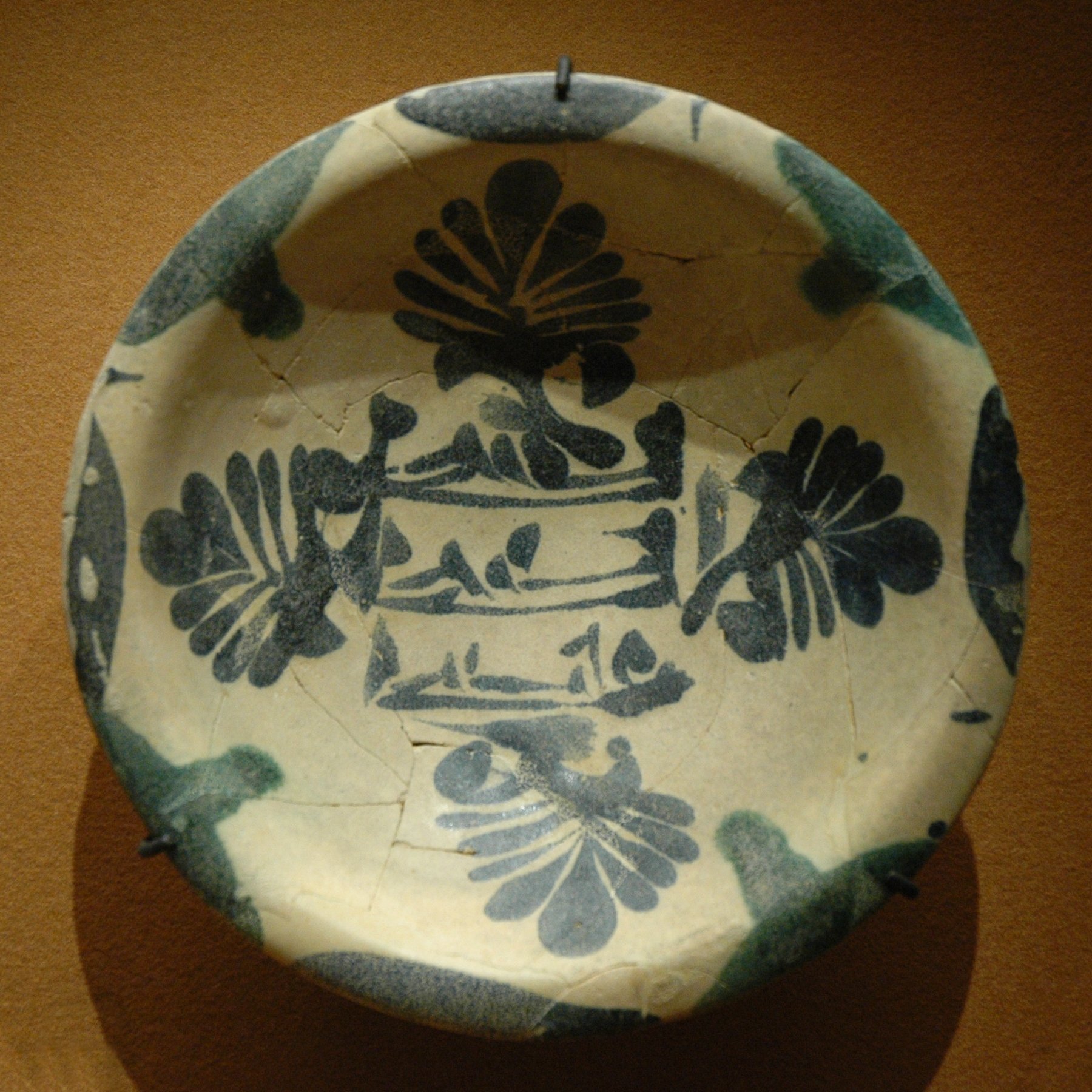
Copa del de Irak. Loza, decoración azul y verde. París, Museo del Louvre, MAO 20

La Fayenza (loza de barro) se usaba más a menudo para hacer decoraciones en color azul y blanco (un tipo de decoración también apreciada en China y más tarde en Europa), con motivos vegetales, geométricos o caligráficos. Encontramos más raramente ejemplos en turquesa, verde, marrón y berenjena (plato epigrafico, OA 7474) del Museo del Louvre), la mayoría de las veces se asocia con el azul cobalto.
Las formas abiertas son las más representativas de esta técnica, lo que no impide la existencia de formas cerradas, como lo demuestra un fragmento de la "jarra de Susa", en el Museo del Louvre (MAO S. 575). Las formas a veces están inspiradas en objetos chinos, como el plato de tres patas, con granada (MAO S 488),del Museo del Louvre, que tiene una apariencia un poco tosca, enocontrada en muchos objetos contemporáneos. La Fayenza producida en Irak se reprodujo ampliamente en los países del imperio Abasí, particularmente en el Magreb y el este de Irán. Los colores típicos de estas imitaciones son el verde y el berenjena.

#### El lustrado metálico
La Fayenza parece haber sido usada solo en piezas con forma, el lustrado metálico en el siglo IX y X, se atestigua tanto en objetos como en azulejos de revestimiento: Uno de los ejemplos más notables que se conocen es la decoración del mihrab de la Gran Mezquita de Kairouan (Túnez), formada por ciento treinta y nueve azulejos lustrados. Pero otros ejemplos del uso del lustrado metálico en la arquitectura provienen del sitio de Samarra (Irak).

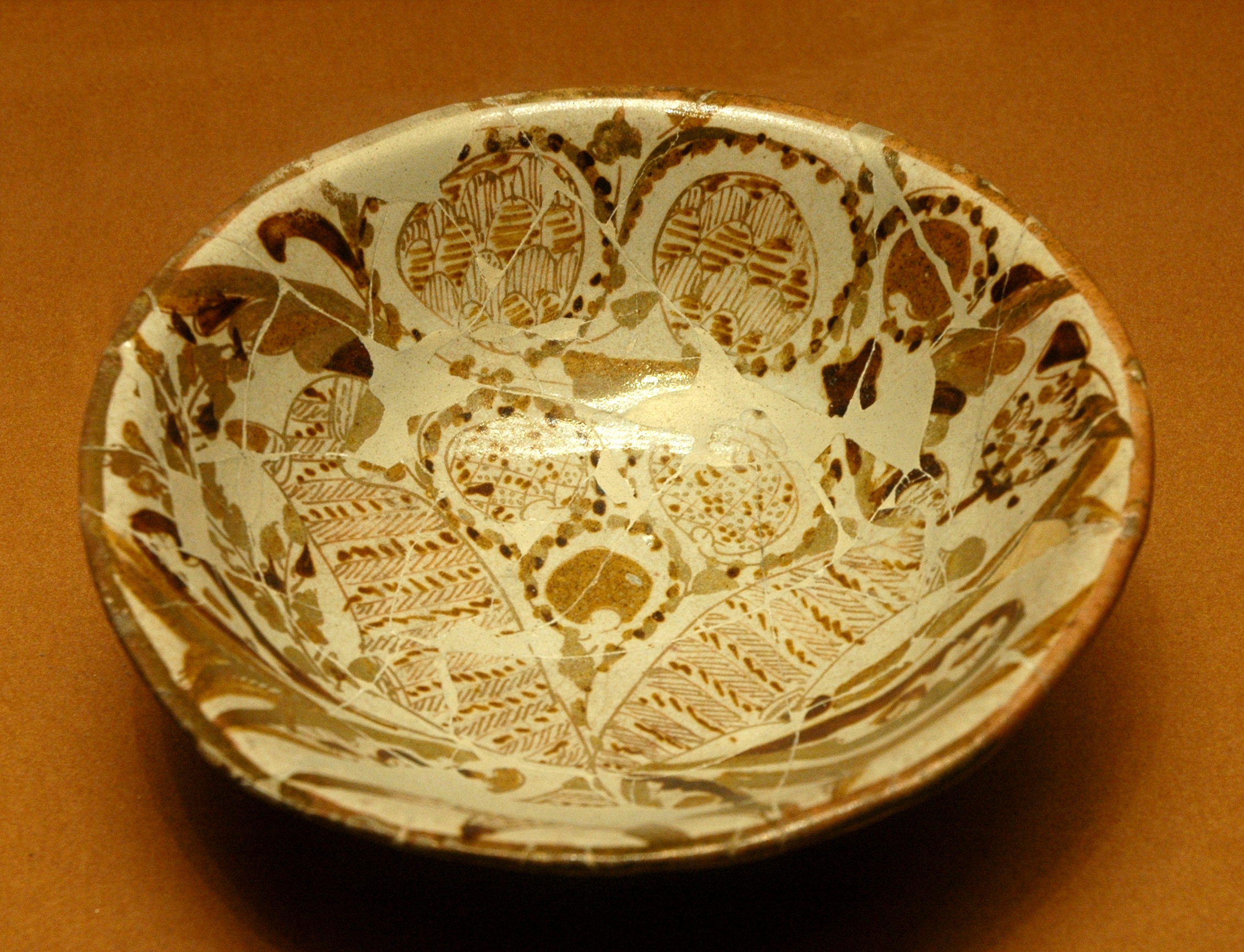
Copa con buqué estilizado,, Irak. cerámica arcillosa, decoración con lustrado policromado sobre esmalte opacificado. París, Museo del Louvre, OA 7479

Se distinguen en general, dos tipos de producción de lustrado para este período, una policroma, que es más difícil de obtener y que, paradójicamente, parece ser anterior a la monocromo.
- Producción policromada

La producción policromada se distingue no solo por la presencia de varios colores de lustrado en la misma pieza, sino también por su estilo e iconografía. Las obras casi nunca tienen representación figurativa, como en otras producciones islámicas de este período; El repertorio se compone principalmente de elementos geométricos y vegetales, a menudo muy estilizados y llenos de diversos motivos (ocelos, galones, hachurados...). Los juegos con la simetría son comunes; Se conocen muchos ramos de flores estilizados, como el de la Coupe du Louvre OA 7479.
- Producción monocromática

Con el lustrado monocromático, que parece reemplazar rápidamente el lustrado policromado, reaparece la iconografía figurativa (animales, humanos), como lo demuestra, por ejemplo, un recipiente de la Galería de Arte Freer. Esto no excluye los patrones de relleno, y los ocelos aún adornan el borde del recipiente de la Galería Freer, a pesar de la división de la decoración y la aireación de la composición. En el Plat au porte étendard del Louvre, el artista muestra un gran "horreur de vide", pero un círculo blanco separa los motivos principales de la parte inferior. También notamos en este trabajo la presencia de un tipo epigráfico típico de este período, a menudo utilizado como un simple motivo decorativo.

#### Alfarería jaspeada.

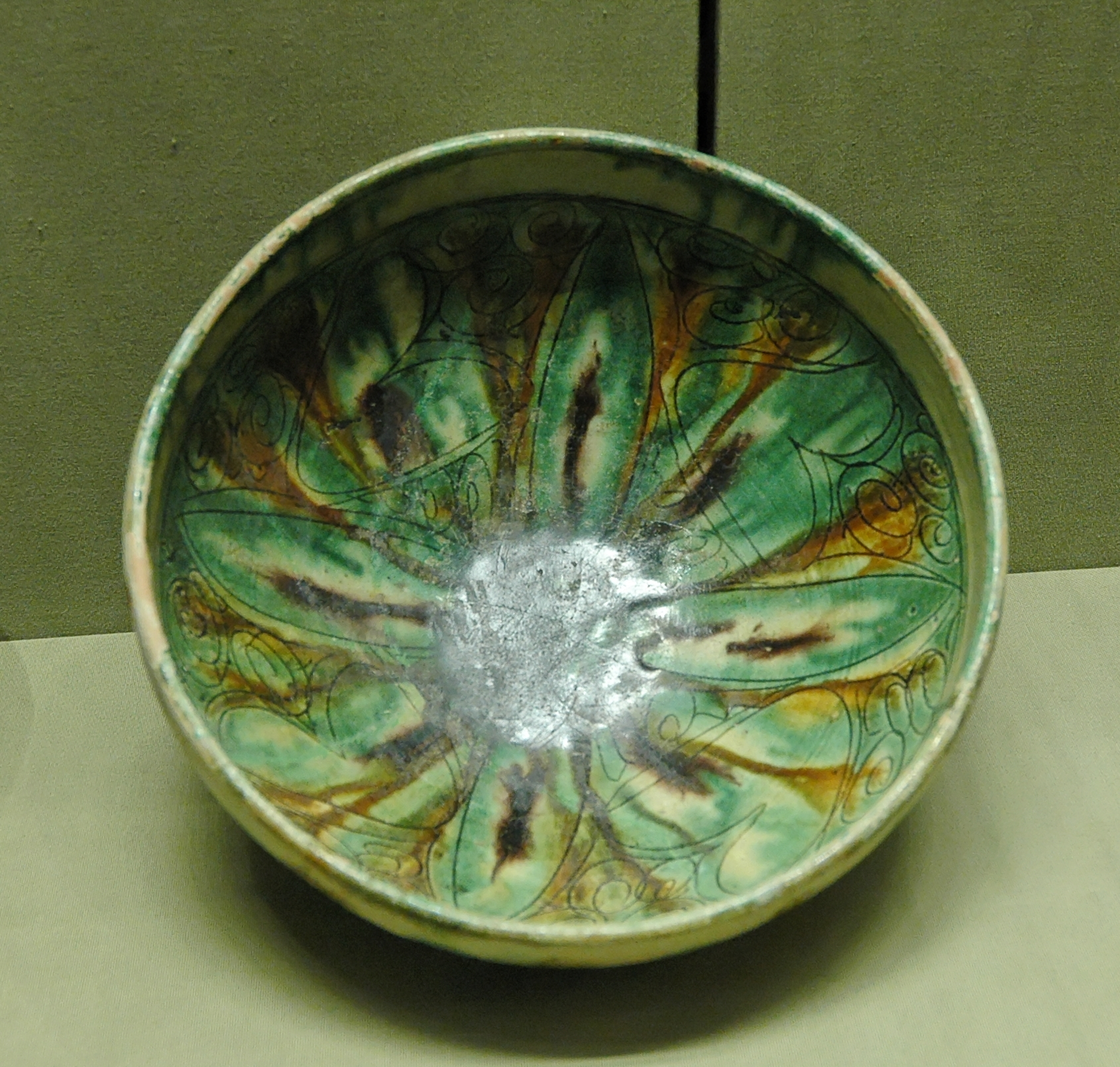
Taza con decoración jaspeada, Khorasan o Transoxiane, siglos y, cerámica arcillosa esmaltada, decoración grabada bajo esmaltes transparentes de colores. París, Museo del Louvre, MAO 750

Otra técnica decorativa utilizada a veces a finales del siglo IX y X: la cerámica de jaspe, también llamada splashware, que denota la influencia de la técnica sancai (chino:三彩; literalmente=tres colores) es un tipo de cerámica que utiliza como decoración tres colores entremezclados, perteneciente a la dinastía T'ang, decorada con esmaltes. Los esmaltes de diferentes colores (marrón, amarillo, verde) se aplican a la masa desnuda o engobada, apretando o salpicando la pieza. Esta técnica, conocida especialmente en la parte oriental del mundo islámico, pero que también parece haberse extendido en Egipto, a menudo se asocia con incisiones o al champlevé, y tuvo un éxito importante en los siglos que siguieron.

### SiglosXalXIII

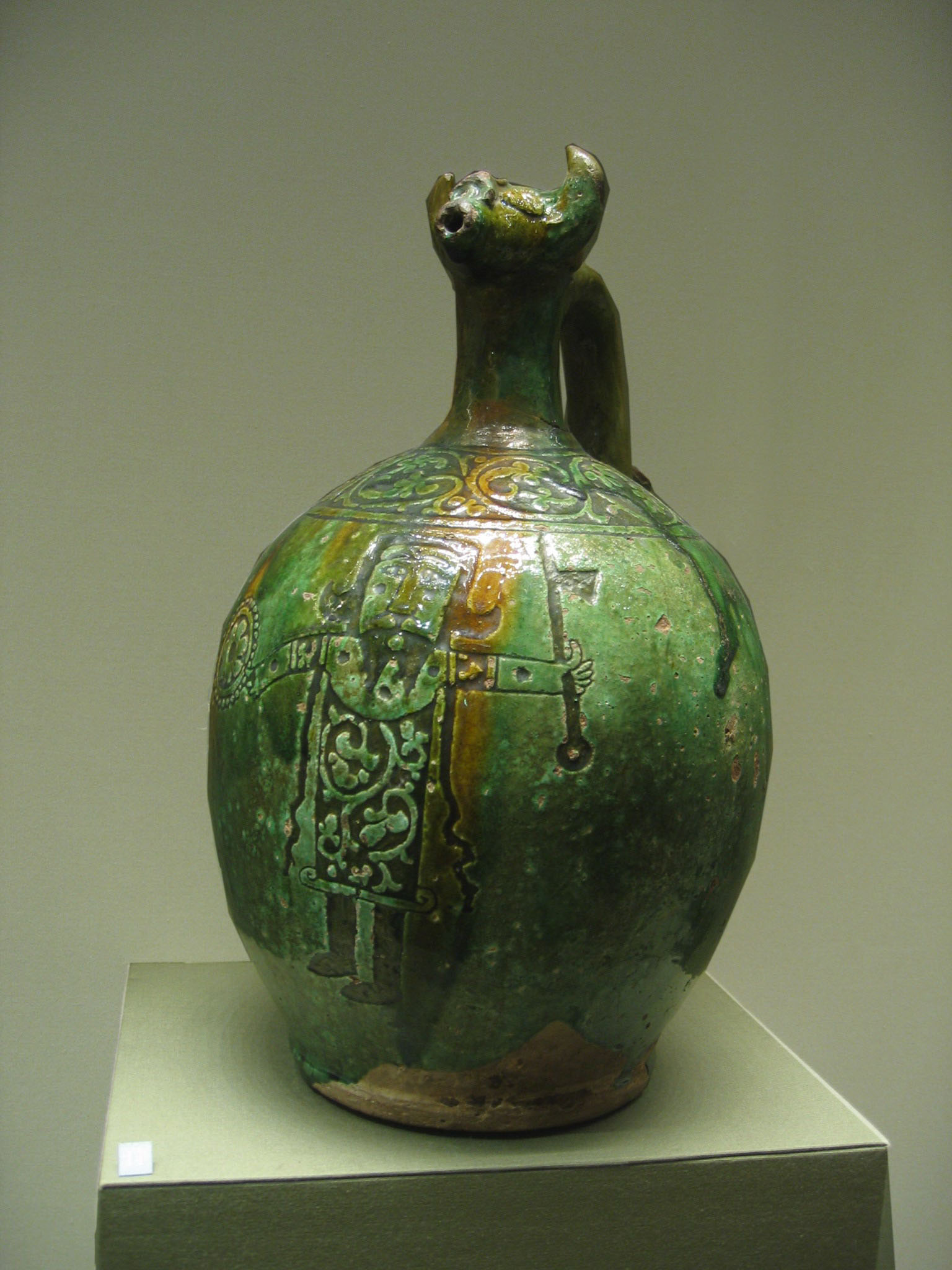
Jarro con cabezas de animales, Irán región Zendjand, Garrus Distrito XII, arcilla cerámica, decoración champlevé y grabado bajo engobe y bajo esmalte coloreado, Museo del Louvre.

Estos siglos marcan la aparición y el desarrollo de decoraciones de engobes, principalmente en Irán, pero también en el resto del mundo islámico. Se utilizan varias técnicas, como el sgraffito (patrones de grabado en el engobe), el champlevé (eliminación de la placas de engobe para revelar el color de la masa) o engobe sobre engobe bajo el esmalte. Los alfareros a menudo intentan imitar La Fayenza y, a veces, combinan una decoración de champlévé o esgraffié con colores de esmaltes de colores, como en el ejemplo del Jarro con cabezas de animales. Sin embargo, en estas cerámicas de la región de Garrus, Irán, no se dio a conocer la masa, sino una segunda capa de engobe negro ubicada debajo del engobe blanco.

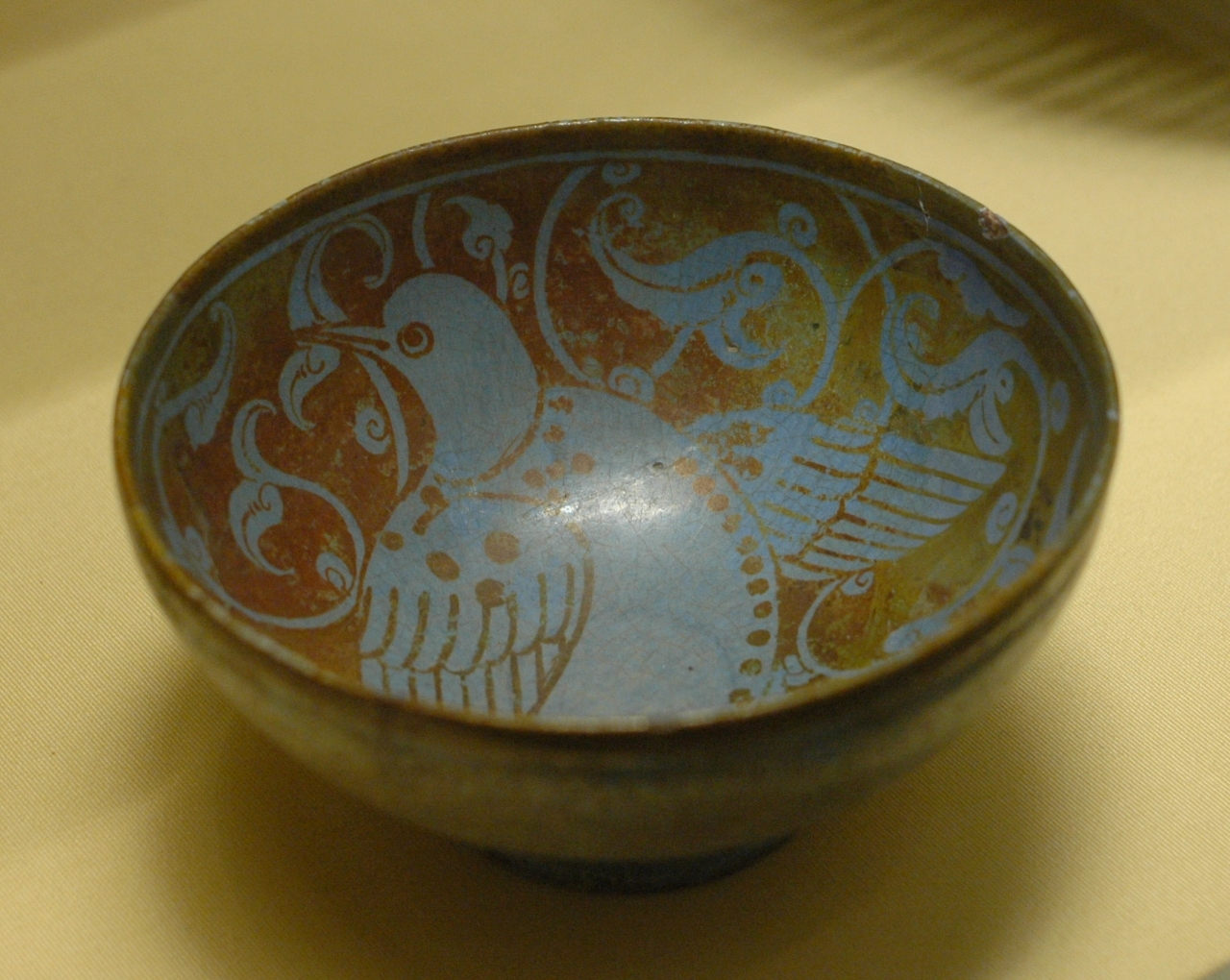
Tazón del ave, lustrado metálico en masa silícea, Irán, final del, Louvre

Pero el siglo XI, es también el escenario de una nueva revolución, con la aparición de la masa silícea. Este tipo de masa parece haber sido descubierto, o más bien redescubierto, porque existía en la Antigüedad (Egipto, Mesopotamia), Egipto Fatimí (según Scanlon) o selyúcida en Irán. Queda reservado para grandes centros de producción, para cerámicas muy lujosas. El nacimiento de esta más probablemente fue el resultado de una búsqueda para imitar la porcelana china, aunque no había caolín en el mundo islámico, y terminó en esta materia blanca, fina y muy dura.

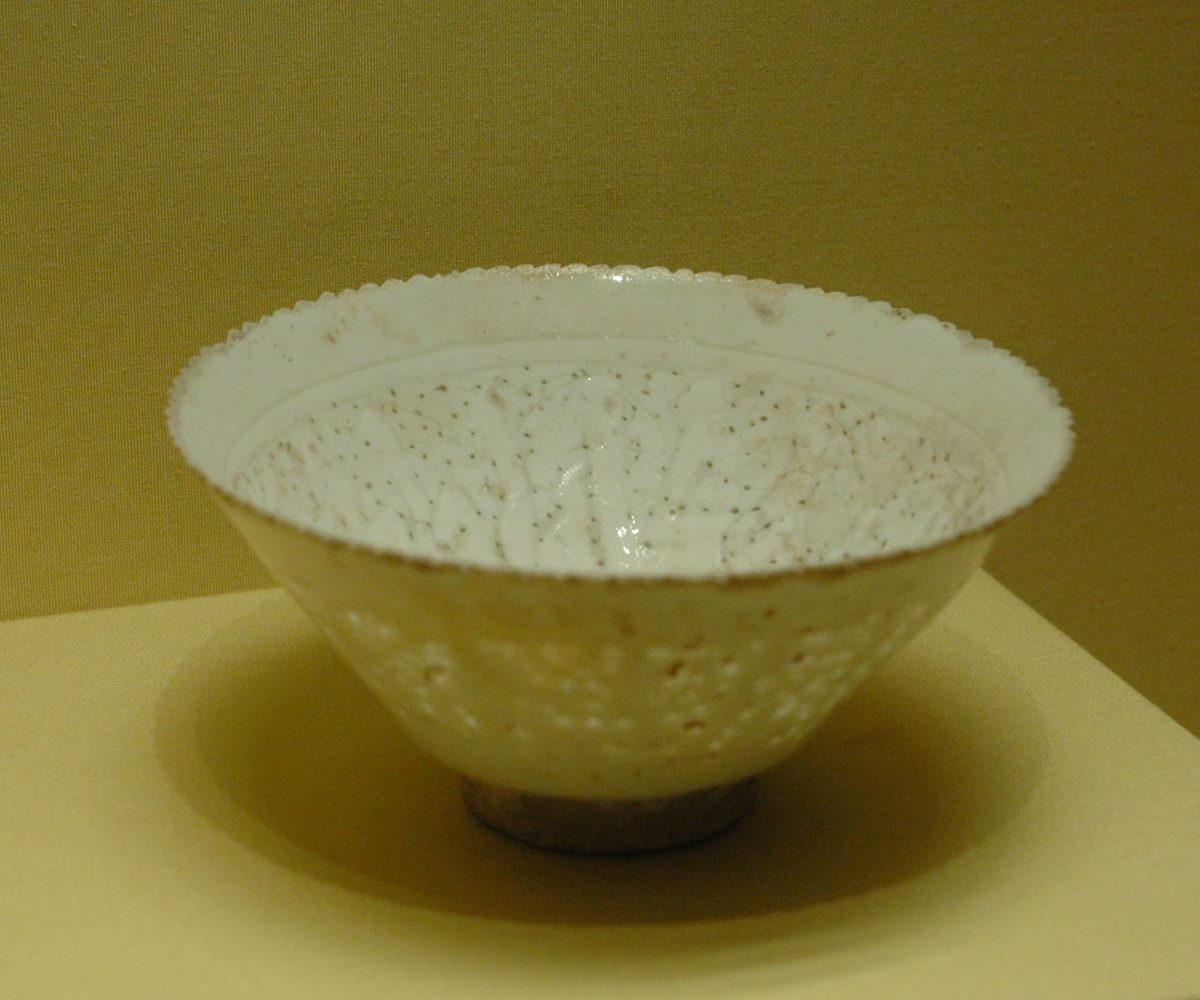
Tazón con decoración de granos de arroz, masa silícea, Irán, XII, Louvre

Las técnicas de decoración de cerámica en pasta silícea son numerosas. En general, se utiliza un esmalte transparente para resaltar el color de la masa, y las piezas se moldean en lugar de voltearse debido a la dureza del material. La pieza también puede incluir pequeños orificios (decoración de"granos de arroz") o una inscripción grabada. Cuando la decoración es apenas visible, se llama "decoración secreta".
El Minai ("esmalte" en persa ), o haftrang ("siete colores" en el mismo idioma), utiliza la técnica de decoración con "fuego pequeño". Esta es una producciones específicas en el Irán selyúcida: las primeras piezas datan de los años 1180 y las últimas, del 1210-1220. El principal centro de producción para ese entonces era Kashan, pero Rayy también podía producir este tipo de obras, extremadamente caras porque eran complicadas de hacer. La pieza de masa silícea primero se quema con esmalte, a alta temperatura, luego se ponen los colores. Hay siete colores bsicos: rojo, blanco y negro son estables, al igual que el oro, cuyo punto de fusión es alrededor de 1063 °C; Por otro lado, el verde, el marrón y el azul son inestables y pueden sufrir muchas tonalidades. Una segunda cocción tiene lugar alrededor de 600 °C, en atmósfera carburante (el oxígeno puede entrar al horno), cada pieza debe aislarse en una casilla; Es en este momento que el alfarero puede tratar de sombrear sus tonos, jugando con las temperaturas. Una temperatura demasiado alta o demasiado baja puede ser fatal para el lote.

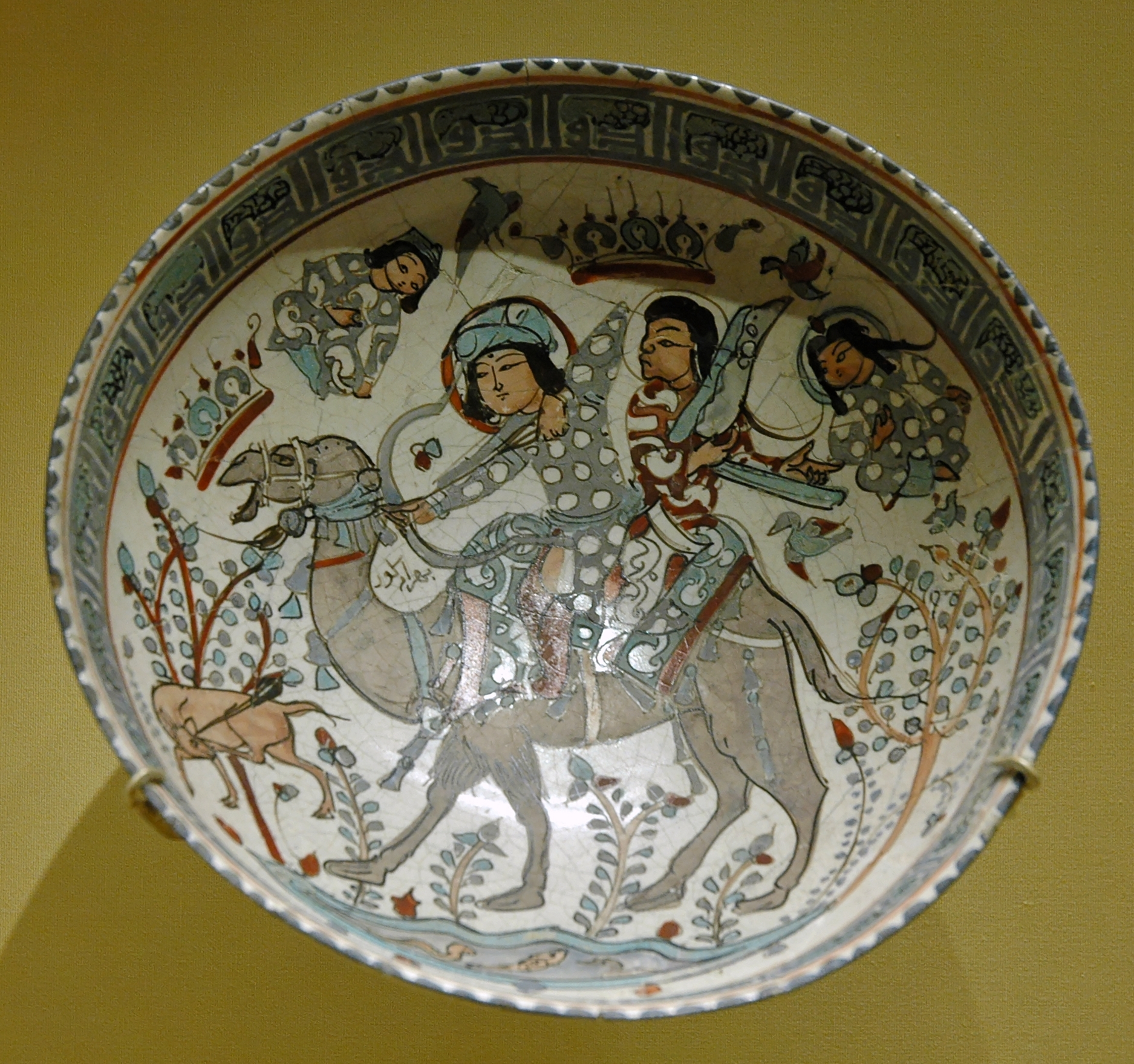
Copa con Barham Gur y Azadeh, cerámica silícea con decoración haftrang, Irán, inicios del, Museo Metropolitano de Arte.

En un refinamiento supremo, se pueden combinar técnicas de lustrado y haftrang, lo que resulta en al menos tres cocciones: uno para la masa y el esmalte, así como posiblemente los colores estables, uno para el lustrado, con el cambio de atmósfera (carburante y reductor) y otro para los colores.
El haftrang también se distingue por su decoración que probablemente toma de las pinturas contemporáneas (aunque ningún manuscrito puede confirmar esta hipótesis), con escenas figurativas a veces muy desarrolladas que pueden apelar a la literatura, como la taza con Bahram Gur y Azadeh conservada en el Museo Metropolitano de Arte, que hace referencia al Shâh Nâmâ de Ferdowsi o al Khamsa de Nizami.
La escasa producción de haftrang se detiene abruptamente con las invasiones mongoles. La técnica del "fuego pequeño", por su parte, continúa con la Lajvardina.
Finalmente, hay que señalar el nacimiento, en Siria, de una nueva forma de decoración: el esmalte transparente pintado, que usa menos colores (azul cobalto, negro, luego un poco de rojo de hierro, que a menudo se vuelve de color caqui verde), pero permite terminar la pieza en una sola cocción, y disminuye Los riesgos asociados a ella. La masa utilizada puede ser arcillosa o silícea, especialmente en la Anatolia selyúcida.

#### La Dinastía Ayubí(الأيوبيونal-Ayyūbīyūn)(1171-1250)
En la Dinastía Ayyubí, el mundo islámico estaba interesado en el arte, aparece un nuevo tipo de cerámica conocida como cerámica Ayyubí, que se caracteriza por la suavidad de la arcilla y la belleza del esmalte, su capa es verde con decoraciones negras.
Estilos:
- Raqqa[42]
- Rusafa[43]

#### Periodo del Sultanato Mameluco de Egipto (سلطنة المماليكSulṭanat Misr al-Mamālīked-Devletü't-Türkiyye) (1250-1517)
La cerámicas de la época mameluca se decoraron con dibujos de animales en negro y azul, bajo un recubrimiento de vidrio transparente, con decoraciones florales, y temas de la naturaleza.
Este arte quedó seriamente dañado cuando las fábricas de cerámica en Fustat se incendiaron en el año 1168, pues el rey cristiano Amalarico I de Jerusalén, quien había estado planeando durante años lanzar un victorioso ataque sobre Egipto para ampliar los territorios de los cruzados, decidió marchar hacia Egipto. Él y su ejército entraron en la región, y saquearon la ciudad de Bilbeis, matando a casi todos sus habitantes, y luego siguieron hacia Fustat. Amalarico y sus tropas acamparon justo al sur de la ciudad, y luego enviaron un mensaje al joven califa egipcio Al-Adid, que entonces tenía 18 años, que rezaba que, o rendía la ciudad, o esta sufriría el mismo destino que Bilbeis.
Viendo que el ataque de Amalarico era inminente, el visir Shawar quien de verdad ostentaba el poder en Egipto, ordenó quemar la ciudad de Fustat, para guardarla de las manos de Amalarico (1171).
Los arqueólogos han encontrado vestigios del periodo mameluco que incluyen gran variedad de macetas hechas en Egipto y Siria, especialmente baldosas de cerámica, platos grandes frascos, muchos tipos de cerámica, estilos, variedad de colores y decoraciones, utilizados en la fabricación de múltiples utensilios como ollas, tazas, copas, jarros, cuencos entre otros.

### SiglosXIVyXVI

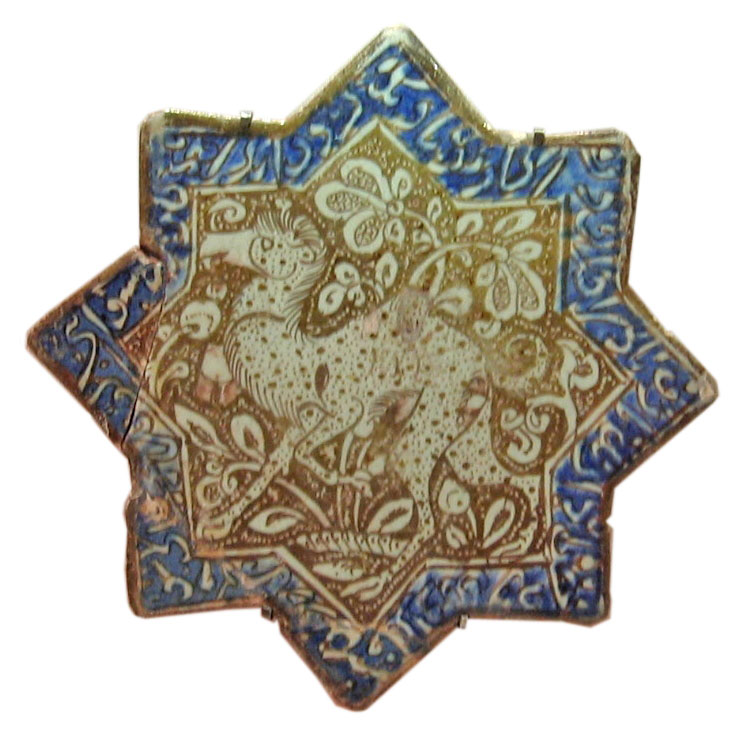
Baldosa de estrella, masa silícea con decoración de lustrado esmalte pacificado y destacado con cobalto, Irán, Museo del Louvre.

La Lajvardina es la perpetuación de las técnicas de "fuego pequeño" entre los mongoles. El término significa "lapislázuli" en persa, que se justifica por el uso frecuente de un esmalte de fondo azul profundo. Esta técnica se describe en detalle en el Tratado de Abu'l Qasim pero se utiliza al final del siglo XIII y el XIV, (último hito): 1374-1375), en el centro de Kashan en particular (solo cierta parte central). Los colores utilizados son menos numerosos que en el haftrang: azul, blanco, rojo y dorado solamente, pero también se colocan sobre el esmalte y se cocinan a baja temperatura en una segunda cocción. El oro también se puede poner en frío.
Las innovaciones en el lustre también aparecen con los mongoles, con el uso de destellos de cobalto y/o turquesa, y la aparición de azulejos a la vez moldeados y lustrados. El lustrado también es extremadamente utilizado en la decoración arquitectónica, mientras que las cerámicas de la forma son a menudo de tipo Sultanabad, con una decoración con engobe en engobe bajo esmalte.

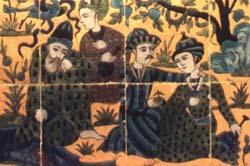
Panel de cerámica de cuerda seca, Hombres en el borde de una corriente, Irán, XVIII.

El siglo XIV, también vio el surgimiento más al oeste, de la técnica de la corde sèche. Esta expresión significa "cuerda seca" en español, porque los alfareros separan los colores gracias a una especie de tabique hecho de un material negro (aceite o cera con manganeso) colocado con la ayuda de una cuerda. Cuando se cocina, este material se quema, dejando solo una marca negra. Esta técnica, utilizada en Çimili Kiösk en Estambul, también está muy presente en las decoraciones arquitectónicas Safavidas.
El mosaico de cerámica fue inventado aparentemente antes del siglo XIV, ya que se encuentra entre las selyúcidas de Rum; Sin embargo, es en virtud de las Timurides en el siglo XV, que tubo su momento de gloria. Para hacer un mosaico de cerámica, los alfareros cortan en azulejos de diferentes colores que luego ensamblan en un mortero. La cerámica tallada también se usa a veces bajo Timurides, en columnas o mihrabs, por ejemplo.

## Periodo de los tres imperios

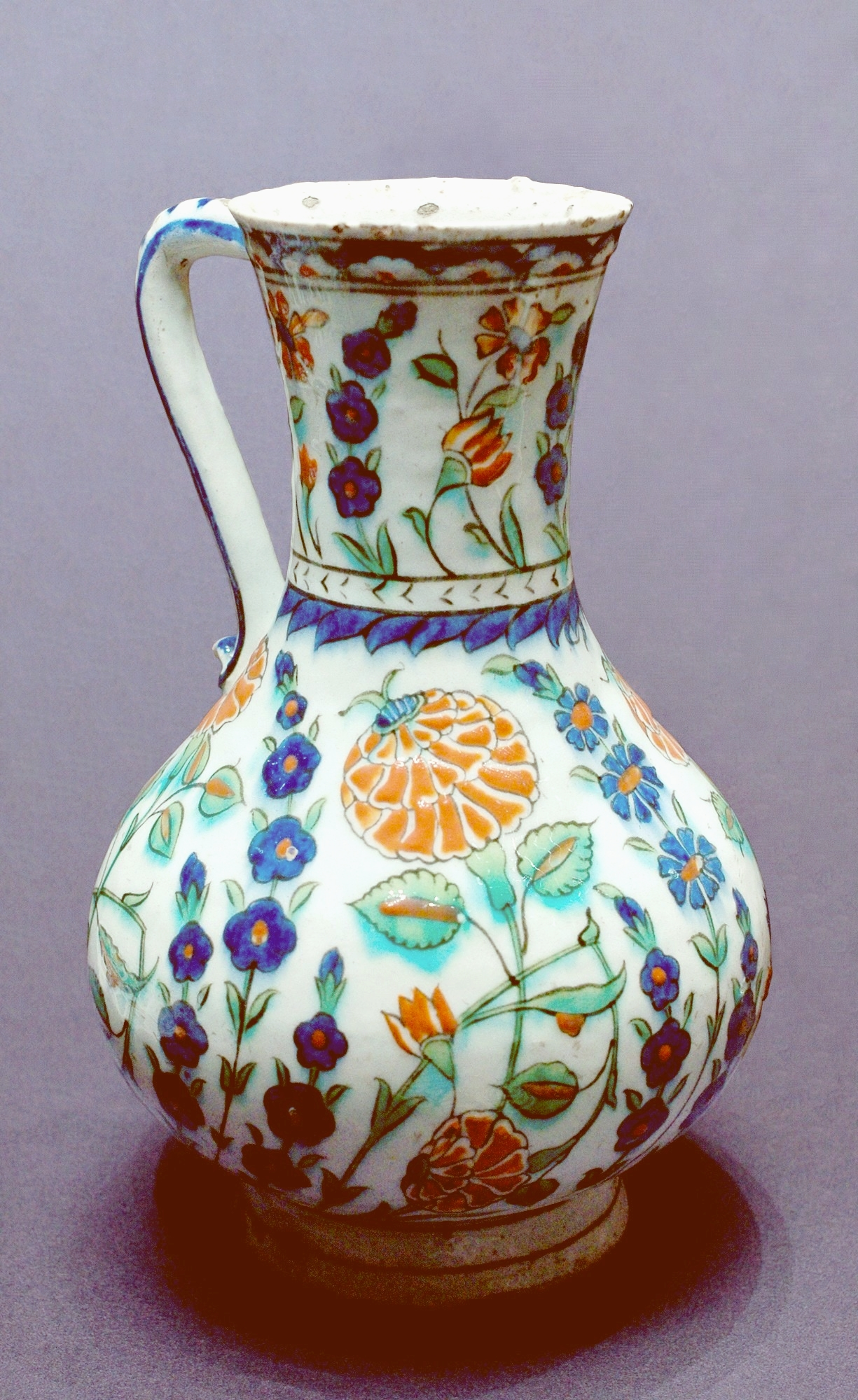
Jarra Iznik, cerámica silícea con decoración pintada en esmalte y esmalte transparente, 1560-1570, Museo del Louvre

Mientras que los imperios de Safavida y Mongol ven el arte del declive de la terracota, entre los otomanos aparece la cerámica de Iznik. Esta tiene varias peculiaridades: su masa es silícea, pero el plomo se agrega para bajar la temperatura de cocción y así ahorrar materiales de combustión. Además, las cerámicas se cubren con engobe de la misma composición que la masa. Es por tanto el primer engobe silíceo. La decoración luego se pinta bajo esmalte incoloro, y la pieza se cocina de una sola vez. Los colores utilizados son en primer lugar azul, luego turquesa, verde, rosa, gris, negro, púrpura y marrón. Pero es el rojo tomate, hecho con óxido de hierro, lo que dará la reputación de las cerámicas Iznik. Este rojo de Iznik aparece en 1555.
En el siglo XIX, Auguste Salzmann, cónsul francés en Rodas, reúne una impresionante colección de cerámicas de Iznik: el posee entonces 532 piezas (platos, botellas, vasos...). En 1865 y 1872, el gobierno francés compró esta impresionante colección personal del cónsul. Es por esta razón que esta colección a veces se llama "cerámica de Rodas" pero proviene de Iznik. Estas 532 cerámicas se exhiben hoy en el Museo Nacional del Renacimiento de Ecouen, con muchas otras obras de cerámica de Europa. La técnica de fabricación de esta colección de Iznik es particular. No es Fayenza, sino una tierra silícea mezclada con arcilla y materiales que contienen plomo. La parte recubierta se seca al sol y luego se colorea con óxidos metálicos que se pincelan.
La creación de la cerámica de iznik, probablemente responde al amor de los príncipes otomanos por la cerámica china. Los primeros conjuntos de las piezas son de hecho azules sobre un fondo blanco, al igual que la porcelana del período Ming. Gradualmente, los alfareros impusieron un directorio y conjuntos personales..

### Talleres tunecinos de Qallaline
Los talleres tunecinos de Qallaline exportan a Egipto, Argelia y Trípoli de Berbería copias de los azulejos valencianos y catalanes. La primera producción de Qallaline sigue la contribución de los alfareros moros, llegó durante la regencia de Túnez después de la expulsión de los moriscos de España de 1609 a 1614, y que reanudaron su comercio en el exilio del norte de África. Transmiten sus conocimientos y la estética del Renacimiento español, lo que es decisivo en la producción tunecina del siglo XII. Túnez, por otro lado, está influenciado por la producción otomana: la cerámica de Iznik en su declinación reviste, por ejemplo, la Mezquita Sidi Mahrez en 1699. La cerámica tunecina está influenciada por el islam otomano y la estética occidental.

## Escritura sobre cerámica

### El Corán
El Corán (del árabe القرآن, al-qurʕān, ‘la recitación’, [qurˈʔaːn], persa: [ɢoɾˈʔɒːn]), también transliterado como Alcorán, Qurán o Korán, es el libro sagrado del islam, que según los musulmanes contiene la palabra de Dios (del árabe Allāh, الله), revelada a Mahoma (Muhammad, محمد), quien se considera que recibió estas revelaciones por medio del arcángel Gabriel (Ğibrīl جبريل).
Las revelaciones se transmitían de forma oral de generación en generación, hasta que se empezó a usar la cerámica como fuente escrita, también se empleaban las hojas de palmeras, trozos de cuero o huesos, etc.
A la muerte del profeta, en 632, sus seguidores comenzaron a reunir estas revelaciones, que durante el Califato de Utman ibn Affan (عثمان بن عفان) tomaron la forma que hoy conocemos, 114 capítulos (azoras, سورة), cada uno dividido en versículos (aleyas, آية).